# Arild Huitfeldt
Arild Huitfeldt (11. september 1546 – 16. december 1609) var en dansk historiker og Christian 4.s rigskansler. Han skrev Danmarks Riges Krønike i 10 kvartbind. Født på Bergenhus i riget Danmark-Norge, hvor hans far var lensmand.
Han var selv lensmand i forskellige skånske len, og i 1586 fik han sæde i Rigsrådet under Frederik 2. og blev tillige rigets kansler, hvorved han kom i spidsen for landets Justitsvæsen. Fik i 1606 et apoplektisk anfald, og i 1609 trak han sig tilbage til Herlufsholm

## Opvækst og uddannelse
Huitfeldts døbenavn var egentlig Arvid; på latin skrev han sig: Arnoldus. Han var født på Bergenhus, hvor hans fader, Christoffer Huitfeldt til Berritsgård (død 1559), var lensmand; moderen, Øllegaard Trolle, var søster til Herluf Trolle, et slægtskab, der fik stor betydning for Huitfeldts liv.
Da hans fader 1556 flyttedes som lensmand fra Bergen til Korsør og siden til Gulland, anbragte han sine sønner Arild og den lidt yngre Jacob i huset hos professor Johannes Machabæus i København og efter dennes død (1557) hos professor (siden biskop) Poul Madsen; hos begge nød de undervisning af en særlig lærer, først af Christoffer Jespersen, siden præst i Herlev ved Frederiksborg, og derefter af den senere navnkundige skolemand Hans Mikkelsen.
Mikkelsen fulgte med brødrene, da de 1562 et par år efter faderens død sendtes til Strassburg. Her kom de med deres hovmester og to andre unge danske adelsmænd i huset hos professor Johannes Sturm, der var anset for en af sin tids største lærere og navnlig er bekendt for den energi, hvormed han drev den praktiske indøvelse i latin, som han stræbte at gøre til den studerende ungdoms andet modersmål. Huitfeldt nåede da også en stor færdighed i dette sprog, som han siden skrev med lethed og sikkerhed. Da morbroderen Herluf Trolle døde i sommeren 1565 som en følge af de sår, han havde fået i Den Nordiske Syvårskrig, måtte brødrene Huitfeldt rejse hjem.
Sturm, der ved siden af sin lærergerning var den danske konges politiske korrespondent, medgav dem et brev til Frederik 2., hvori han omtalte deres hovmester som en udmærket mand og spåede, at de to unge mennesker med tiden ville blive en ære for deres fædreland, da de allerede var godt fremskredne i videnskaberne og desuden ved deres sindige og lydige væsen gav sikkerhed for, at de også i fremtiden ville arte sig vel.

## Arvestridigheder og godserne
Hjemkomne i efteråret 1565 måtte brødrene finde sig i, at deres morbroder Børge Trolle til Lillø, der var beskikket til deres værge, aftvang dem samtykke til en arveforening vedrørende Lillø gård og gods, der var meget ugunstig for deres moder og dem, noget, der vistnok er gået navnlig Arild Huitfeldt nær, da man af hans talrige senere retssager og omfattende juridiske virksomhed kan slutte, at retsspørgsmaal tidlig have sysselsat ham. Han fik da også efter morbroderens død den tvungne arveforening omstyrtet.
Da disse forhandlinger var til ende, begav brødrene sig 1566 tilbage til Sturm i Strassburg, mens deres hovmester, Hans Mikkelsen, overtog rektorembedet ved den nys oprettede skole på Herlufsholm.
Efter et nyt ophold i Strassburg på noget over to år drog brødrene i september 1568 til Tübingen, hvor de blev en tid lang, og rejste derpå til Frankrig, særlig for at lære sproget, men vel også for at gøre juridiske studier. Det var formodentlig i Orleans, at de især opholdt sig, og på denne rejse trådte de i et nøje forhold til den bekendte slesvigske jurist og historiker dr. Poul Cypræus, der senere støttede Arild Huitfeldt i hans bestræbelser for at samle historisk materiale. Brødrenes hjemrejse er vistnok fremskyndet derved, at en proces, der allerede for to år siden var indanket for kongen og Rigsrådet, men havde henstået uafgjort på grund af deres fraværelse, nu stundede til afgørelse.
Den angik noget vikariegods i Roskilde, som deres fader i sin tid med kongelig tilladelse midlertidig havde lagt beslag på under påstand, at det var skænket til messehold af hans forfædre. Sagen kom for på Herredagen 1570. Både Arild og Jacob Huitfeldt var mødte for at forsvare deres formentlige rettighed; men da de roskildske vikarers prior godtgjorde, at den slægtning, hvis arving brødrene var, blot havde skænket én gård til vikariet, mens det øvrige gods var givet af andre, så bleve Huitfeldterne dømte til at give godset tilbage på den ene gård nær. Kort efter at denne sag var afgjort, synes brødrene at være indtrådte som sekretærer i Kancelliet, i alt fald var de i denne stilling i juli 1571.
Da deres ovennævnte morbroder, Børge Trolle til Lillø, døde 1571 uden børn, var fru Øllegaard Trolle som den eneste efterlevende af hans søskende efter loven arving til hans gods. Dette gav hendes sønner meget at tage vare på både på moderens og deres egne vegne. Over for kongen stillede de sig imødekommende, da han ønskede at indløse Sankt Agnete Kloster i Roskilde, som Børge Trolle havde haft i pant for 6500 daler; thi da indløsningssummen ikke var til rede, gav de afkald på godset og renten af den nævnte sum i tre år, indtil indløsningen kunne ske. Derimod gjaldt det for dem om at hævde Lillø gård og gods for deres moder, dem selv og deres to søstre. De havde jo på Børge Trolles forlangende måttet fraskrive sig arveretten til dette gods, som morbroderen ønskede skulle tilfalde en tidligere afdød broders (Niels Trolles) børn. Det kom da til proces.
Huitfeldternes påstand var, at de som umyndige og tvungne af deres værge ikke lovlig kunne fraskrive sig en arv, der endnu ikke var falden. Denne påstand blev kendt gyldig af kongen og rigets råd, hvorpaa Lillø tildømtes fru Øllegaard og hendes børn (11. juni 1572), som derefter tog låsebrev på moderens arvegods.
Fru Øllegaard Trolle og hendes børn ejede nu Berritzgård på Lolland og Lillø med Odersbjerg i Gers Herred i Skåne foruden en mængde strøgods og den pantesum, de havde til gode for Sankt Agnete Kloster og andet gods, Børge Trolle havde haft i pant for forstrækninger til kronen. Så længe moderen levede, forblev de i sameje uden at foretage skifte. Berritzgård betragtedes dog nærmest som Arild Huitfeldts ejendom, hvortil han skrev sig 1573-75.
Da Herluf Trolles enke, fru Birgitte Gjøe, døde 1574, arvede fru Øllegaard efter sin broder en del penge, noget jordegods samt en mængde dokumenter, manuskripter og diplomafskrifter til Danmarks historie, som Herluf Trolle med flid havde samlet. Disse skrevne sager blev nu Arild Huitfeldts ejendom, og da hans interesse gik i samme retning som morbroderens, fortsatte han indsamlingen med så megen kraft og skønsomhed, at det derved blev ham muligt senere at udgive det betydningsfulde historieværk, der vil sikre ham et uforgængeligt navn.
En mindre behagelig arv for Huitfeldt var processen om lovligheden af Herluf Trolles og Birgitte Gjøes donation til Herlufsholm, navnlig da denne retssag syntes at tage en, for både stiftelsen og Arild Huitfeldt og hans medarvinger, meget ufordelagtig vending. Ved herredagsdom af 21. oktober 1575 lykkedes det dog endelig at få problemet med ejendomsforholdet afgjort for stedse til fordel for stiftelsen og Arild Huitfeldt.
Da Huitfeldts moder døde 1578, skiftede han med sine søskende, ved hvilken lejlighed han fik Lillø (som han for øvrigt allerede i flere år havde skrevet sig til), mens broderen fik Berritzgård.

## Virke som statsmand
Nogle år efter Huitfeldts indtrædelse som sekretær i Kancelliet forfremmedes han (1573) til øverste sekretær, en såre indflydelsesrig stilling, især for en så ung, næppe 27-årig mand. Denne forfremmelse skyldtes uden tvivl kansler Niels Kaas, til hvem Huitfeldt altid stod i det venligste forhold, og som skønnede hans sjældne embedsiver og dygtighed. Alle ansøgninger til kongen om nådesbevisninger gik fremtidig gennem Huitfeldts hånd; hvad der vedrørte kirke, skole og videnskab lå under ham, ikke at tale om mange andre forhold, som sorterede under det danske Kancelli.
At Huitfeldt egnede sig godt til at overtage de åndelige interessers tarv, har vi bl.a. vidnesbyrd om i hans opfordring til Anders Sørensen Vedel om at fremme oversættelsen af Saxo og udgivelsen af Adam af Bremens nordiske kirkehistorie. I samme retning peger også de mange træk, der er bevarede af Huitfeldts forbindelse med så godt som alle de mænd, der på hans tid her til lands og i videre kredse syslede med historisk granskning. Hos en samtidig forfatter finder vi også rosende ytringer om den humanitet, hvormed Huitfeldt behandlede de mange ansøgere, der henvendte sig til ham som kongens betroede mand.
Da han jævnlig ledsagede kongen på hans rejser for at være ved hånden ved afgørelse af indkomne sager, finder vi ham af og til, undertiden for længere tid, på de kongelige slotte, Koldinghus, Skanderborg Slot og andre, eller endog udenlands, som da han i sommeren 1576 var med kong Frederik i Güstrow i Mecklenburg, hvor han gjorde personligt bekendtskab med den som historiker og teolog fortjente professor David Chytræus fra Rostock, et bekendtskab, som Huitfeldt satte pris på og drog fordel
af. Også i sommeren 1579 synes han at have opholdt sig en tid i Güstrow.
Da sekretærerne i kancelliet ikke havde nogen høj embedsløn, var Huitfeldt dels henvist til sportler, der, efter en fra det pavelige kancelli nedarvet uskik, betaltes af dem, der opnåede privilegier eller lignende benådninger, dels til forskellige mindre forleninger, han tid efter anden fik, såsom Sankt Hans Kloster i Viborg, domprovstiet og et kanonikat i Århus og Søndmøre i Norge.

## Godsejer og skolemand
I august 1580 fratrådte Huitfeldt stillingen som øverste sekretær i kancelliet. Kort forinden havde han fået livsvarig, afgiftsfri forlening på Gers Herred med købstaden Væ i Skåne mod at kvittere for den sum, for hvilken han havde herredet i pant. I Gers Herred lå Huitfeldts hovedgårde Lillø og Odersbjerg, og her synes han i de nærmest følgende år især at have opholdt sig.
1583 døde broderen Jacob som lensmand i Trondhjem. Den kærlighed, Huitfeldt havde haft til denne, overførte han, der var og forblev ugift, nu på broderens enke og børn; for disse blev han som en fader og for enken en omhyggelig lavværge og en deltagende ven. 1585 skænkede han sin broders børn Lillø Hovedgård og Gods og forbeholdt sig kun selv det mindre Odersbjerg, hvortil han siden skrev sig, men hvor han dog aldrig boede, hvorfor han heller ikke lod nogen hovedbygning opføre der.
Derimod støttede han svigerinden med råd og dåd, da hun 1586 opførte den skønne hovedbygning på Berritzgård. Årsagen, hvorfor Huitfeldt allerede i levende live gav sin broders børn Lillø, var vistnok den, at han ville bevare denne ejendom i sin slægt, mens den ellers stod fare for at gå over til Galterne eller Ulfeldterne, i hvilke slægter hans søstre var indgiftede.
1583 forlenedes Huitfeldt med Laholm Slot og len i Sønderhalland og med et kanonikat i Lund, mens han afstod Sankt Hans Kloster i Viborg. Samme år blev han som slægtning af Herluf Trolle skoleherre for Herlufsholm, et hverv, som han forestod indtil sin død, og hvortil han egnede sig godt, da han, uddannet af mænd som Hans Mikkelsen og Sturm, vel formåede at skønne, hvad der var til skolens tarv. Han forøgede lærernes tal; men de indskrænkede midler, som var til rådighed, tillode dog ikke store foretagender og navnlig ikke at lønne lærerne således, at de kunne blive der længere, end til noget andet og bedre tilbød sig for dem. For øvrigt søgte Huitfeldt som øvet jurist på bedste måde at sikre de besiddelser og rettigheder, som tilkom stiftelsen, men som især ved tilgrænsende lodsejeres overgreb var udsatte for at forringes.

## Rigens Kansler
1586 fik Huitfeldt sæde i Rigsrådet og blev tillige Rigens Kansler, hvorved han stilledes i spidsen for landets justitsvæsen. Samtidig ombyttede han Laholm med Tryggevælde Len. Som løn for det arbejde, rigskanslerembedet medførte, aflagdes han med vor Frue Provsti i Odense, et ret anseligt beneficium, hvorunder Frue Kirke i Odense og Gamborg Kirke i Fyn hørte, for hvilke Huitfeldt da blev patron.
Samme år afstod han Søndmøre Len. Fra nu af træffer vi Huitfeldt hyppig fungerende i kongelige kommissioner, ligesom han var justitiarius på de kongelige retterting. Kongens kansler Niels Kaas og Huitfeldt var de eneste af Rigsrådet, der stod ved Frederik 2.'s dødsleje på Antvorskov Slot 4. april 1588. Dagen efter udfærdigede Huitfeldt i forbindelse med Niels Kaas og Christoffer Valkendorf, der imidlertid var kommet tilstede, de første offentlige breve angående kongens død; og kom Huitfeldt, der var det yngste medlem af Rigsrådet, end ikke ind i det såkaldte regeringsråd i Christian 4.s mindreårighed (1588-96), så kom han dog i dette tidsrum til jævnlig at vikariere for fraværende medlemmer af rådet, og i de sidste år af den nævnte periode skete det navnlig hyppig, at han måtte "ligge i Regeringen" i København.
I slutningen af 1591 var Huitfeldt, ledsaget af juristen dr. Nicolaus Theophilus, i en diplomatisk sendelse til Sachsen. Også andre særlige hverv blev jævnlig overdragne ham, navnlig sådanne, som krævede takt og fasthed, såsom forhandlingerne med enkedronning Sophie om hendes døtres udstyr og lignende lige så delikate materier. Også for hans juridiske indsigt var der god brug. 1596 ombyttede han Tryggevælde Len med Vordingborg og Lekkende og året efter disse len med det gamle Bispeslot Dragsholm Slot i Ods Herred, der blev hans sidste forlening.
Efter at Christian 4. 1596 havde overtaget regeringen, benyttedes Huitfeldt som kyndig og prøvet mand jævnlig i vigtige statshverv. Navnlig kan mærkes hans sendelse i foråret 1597 med Jørgen og Iver Friis til Trondhjem for at holde retterting og undersøge de klager, der førtes over den som lensmand nordenfjelds lidet hæderlig bekjendte Ludvig Munk.
Efter hjemkomsten fra Norge sendtes Huitfeldt med Christian Barnekow til dronning Elisabeth i England for med passende højtidelighed at tilbagelevere Hosebåndsordenen, som Frederik 2. havde båret, samt forhandle om vanskelige handels- og skibsfartssager og endelig tilbyde Danmarks mægling i striden mellem England og Spanien. Der fra gik rejsen til Nederlandene, hvor også forskellige underhandlinger fandt sted, og til prins Morits af Nassau-Oranien. Staterne hædrede Huitfeldt med en vægtig guldkæde, som han siden bar ved festlig lejlighed.
I februar 1601 deltog Huitfeldt i et grænsemøde med Sverige i Flakkebæk (i Halland), og i september 1602 var han som gesandt i Bremen til forhandling med engelske sendebud angående omstridte handelsforhold. 1604 blev det overdraget Huitfeldt og Steen Brahe at forhandle med de polske gesandter, som havde indfundet sig i København for at søge hjælp. 1606 beskikkedes Huitfeldt til medlem af den hjemmeladte regering, mens kongen var i England.

## Sidste år
Men i december samme år fik han et apoplektisk anfald. Vel rettede han sig igen; men han fik næppe mere sin gamle kraft tilbage. I den følgende tid omtales det lejlighedsvis, at han var syg. Dog holdt han ud endnu en stund. Men efter nytår 1609 besluttede Huitfeldt at trække sig tilbage. Han søgte og fik fra 1. maj samme år afsked fra sine offentlige stillinger med tilkendegivelse af kongens tak for hans udmærkede embedsførelse.
Sine sidste dage agtede Huitfeldt at tilbringe på Herlufsholm, hvor han endnu var skoleherre. Han havde netop i de sidst forløbne år vist skolen ikke ringe opmærksomhed både ved 1605 at udstede nye skolelove og ved 1608 at ansætte en så fremragende mand som Jesper Brochmand som rektor. Herlufsholm kunne for øvrigt kun yde skoleherren en tarvelig bolig: 2 med murstensgulv forsynede stuer og et kvistværelse til hans udvalgte bogsamling — det var Huitfeldts lejlighed. Et simpelt sengested og et ottekantet bord bevaredes siden længe som minder om ham. Under disse tarvelige omgivelser, men sikkert dog blandt mennesker, der så op til ham med ærefrygt og hengivenhed, døde Arild Huitfeldt 16. december 1609.
Hans lig blev balsameret og hensat i Herlufsholm Kirke, hvor en mindesten tillige erindrer efterslægten om hans navn. Knud Lyne Rahbek, selv herlovianer, fortæller i sine erindringer om sin tid på Herlufsholm i begyndelsen af 1770'erne at han "aldrig tog Deel i de Abespil, der endnu skal være drevne med Arild Hvidtfelds balsamerede Liig, hvilket man vel ikke mere, som i noget ældre Dage, tog op af Kisten, og satte omkring paa Discipelgangene, at kyse hinanden med, men som man endnu i min Tid giennem en løs Fiæl af Kisten kunde knibe i den store Taa".

## HuitfeldtsDanmarks Riges Krønike
Trods mindestenen, på hvilken Huitfeldts virksomhed som kongelig øverste sekretær, rigens kansler og råd omtales, ville hans gerning dog vistnok nu være glemt, dersom han ikke ved sine skrifter, og da navnlig ved sin Danmarks Riges Krønnike, havde givet sin ihukommelse et fastere fundament at hvile på. Ved dette omfattende værk, der rækker fra de ældste tider til Christian 3.s død, sættes så at sige kronen på de bestræbelser, som kendelig havde været levende hos fremragende mænd af den danske adelstand i det 16. århundrede, for at tilvejebringe en rigskrønike.
Mænd af den lærde stand som Christiern Pedersen, Hans Svaning og Anders Vedel havde, til dels støttede ovenfra, arbejdet på et sådant værk, men uden at komme til ende dermed. Nu var det en mand, der selv havde deltaget i statens styrelse og administration, i rettens forvaltning og i forhandling med fremmede magter, og som derudover besad hele tidens lærde dannelse, som endelig gennemførte planen.
Ved nogle mindre skrifter (udgaver af gamle lovstykker og lignende, såsom Leges provinciales terræ Scaniæ og Den norske Hirdskraa) havde Huitfeldt ligesom følt sig for, om det gik an for en mand i hans stilling at betræde litteraturens mark. Desuden havde han allerede længe med flid forøget de historiske samlinger, han havde arvet efter Herluf Trolle; især havde Jørgen Rosenkrantz ydet ham gode bidrag, og fra mange andre sider havde han fundet deltagelse i sine bestræbelser. Mænd som Mogens Madsen i Lund, Anders Vedel, Cornelius Hamsfort, Anders Foss, Henrik Høyer, Jon Venusinus og andre havde ydet ham bidrag, sædvanlig dog, som det synes, mod gengæld af Huitfeldt, der ingenlunde som den gerrige rugede over sine litterære skatte.
Men fra en broget samling af årbogsuddrag og dokumenter er der et langt spring til en ordentlig historie. Huitfeldt havde vistnok håbet, at Vedel skulle levere en sådan, og han havde derfor støttet ham det længste muligt. Men da det bestandig klarere viste sig, at det historieværk, denne for øvrigt brave mand havde under hænder, næppe nogen sinde ville nå til afslutning, fordi det var ham umuligt tilstrækkelig at begrænse sig, så tog Huitfeldt endelig en beslutning, og han gennemførte den med en energi, der må vække vor beundring.
Danmarks Krønike skulle skrives, og ville ingen anden, så måtte han selv dertil, skønt han havde nok at gøre med embedsforretninger og undertiden følte sit helbred vakle.
Men netop derfor skulle der tages rask fat, at målet kunne nås, inden floden løb ud.
Der krævedes i sandhed et heroisk mod og stor viljestyrke, ikke at tale om andre evner, for at en mand i Huitfeldts stilling og alder skulle vove sig i lag med så stort og genstridigt et stof, som her forelå og skulle bringes i ordnet sammenhæng og i en, om ikke let læselig, så dog ikke alt for ulæselig form. Som en praktisk mand, der véd, at godt begyndt er halv fuldendt, udgav Huitfeldt først (1595) Christian III's Historie, som det var lettest at komme til rette med, og derpå skred han frem, eller rettere: han gik baglæns, "ilendes med sit foretagne Arbejde", indtil han 1603 kunne udgive Historien fra Kong Dan til Knud VI, hvorpå det hele omfangsrige arbejde afsluttedes med Den gejstlige Historie eller Bispekrønniken (1604).
Enhver af de 9 dele, hvoraf den egentlige historie består, er forsynet med en fortale til Christian 4., hvori Huitfeldt ofte på en meget frimodig måde udtaler sig om ting, som han ønsker satte i værk til statens bedste. Bispekrøniken er tilegnet Sjællands biskop, dr. Peder Winstrup, som Huitfeldt kendte fra sin tidlige ungdom af. Over for denne udtaler han det som sin mening, at protestanterne, da de faldt fra paven—hvortil der kunne være gyldig grund --, burde have "gjort sig et Hoved igjen", som de altid burde svare og se hen til i gejstlige sager og hvad kirkeceremonierne angik—en sætning, der 1740 gav professor Adam Heinrich Lackmann i Kiel stof til en lærd disputats.
Hvad nu Huitfeldts historie værk angår, da lader det sig ikke nægte, at han jævnlig efter en større målestok har benyttet forgængeres arbejder, at hans skrivere ofte have været skødesløse i kopiering af de talrige gamle dokumenter, der er indførte i krøniken, at hans stil (hvad han for øvrigt selv indrømmer) ingenlunde er den bedste og langt fra kan måle sig med Chr. Pedersens eller And. Vedels, at hans historiske kunst just ikke er stor, at han jævnlig har været alt for dristig, når det gjaldt at drage forbindelseslinjer mellem de enkeltstående, løsrevne, undertiden endog modstridende efterretninger fra fortiden — kort sagt, at det har manglet ham på kritik og på adskilligt andet, som nødig må savnes i et historieværk og dog beholder N.M. Petersen vel ret, når han siger, at Huitfeldts krønike, "sine mangfoldige Mangler uagtet, næsten maa anses som et Underværk". Dens ros skal alle dage være, at den er udsprungen af en levende kærlighed til fædrelandet og en ærlig stræben efter at finde og fremstille den historiske sandhed.
Længe forholdt efterslægten sig absolut beundrende over for Arilds Krønike. Gamle Arild Huitfeldt havde sagt det, og dermed var sagen afgjort. Men da den historiske kritik først var kommet til orde ved Hans Gram, begyndte man at skønne, at selv Huitfeldt trængte til at efterses i sømmene. I eftertiden, da kritikken er blevet højrøstet, er Huitfeldts skrøbeligheder trådte klarere for lyset end nogen sinde før; dog har selv de, der gik videst i kritikken, givet den gamle historieskriver, hvad der tilkom ham, nemlig en varm anerkendelse af, at det er et "Kæmpeværk", han har udført. "Aldrig har, hverken før eller senere, Kjendskabet til Danmarks Fortid gjort et saa umaadeligt Skridt fremad som ved Huitfeldts Arbejde", siger Kr. Erslev, og eftertiden har ikke ændret denne dom, hvor meget den end vil finde at rette i det værk, der er det rette mindesmærke på Huitfeldts grav.
En del af Huitfeldts håndskrevne samlinger blev ifølge højere befaling 1617 af hans søstersøn Christoffer Ulfeldt til Svendstrup afleveret til Universitetsbiblioteket, hvor den ved Københavns brand 1728 gik op i luerne. De værdifuldeste manuskripter, Huitfeldt havde ejet, blev dog i over 100 år i privat eje, og disse er for største delen endnu bevarede.
Da man 1652 lod Huitfeldts historie, der oprindelig var udkommet i kvartbind, genoptrykke i 2 foliobind, forsynede med et kobberstukket billede af Forfatteren, satte Vitus Bering derunder nogle latinske vers i hans ejendommelige, øøvitre stil, deriblandt følgende: "Huitfeldt har skrevet, hvad andre har gjort; men hvad han haver udført,/granske vil kommende Slægt, saa længe Danmark bestaar."
Førsteudgaven af Arild Huitfeldts Danmarks Riges Krønike blev fotografisk genoptrykt og genudgivet i 1976-1978 i 10 bind.